# Nectriella consolationis
Nectriella consolationis är en svampart som först beskrevs av Pier Andrea Saccardo, och fick sitt nu gällande namn av E. Müll. 1962. Nectriella consolationis ingår i släktet Nectriella och familjen Bionectriaceae.   Inga underarter finns listade i Catalogue of Life.